# 碘酸鈣
碘酸钙（化学式：Ca(IO3)2）是一种无机化合物。在智利的阿他加马沙漠发现。

## 制取
碘在酸性条件下被氯酸钾氧化成碘酸氢钾：
2KClO3 + HCl + I2 → KIO3·HIO3 + Cl2↑  + KCl
经氢氧化钾中和后，与氯化钙反应生成碘酸钙。
KIO3·HIO3 + KOH → 2KIO3 + H2O
2KIO3 + CaCl2 → Ca(IO3)2↓+2KCl
产生的氯气用氢氧化钾溶液中和后再利用：
Cl2 + 2KOH → KCl + KClO3 + H2O

## 用途
可以用作软膏剂、杀菌剂、除臭剂。也可以作为饲料的碘补充剂。